# Alma (Band)
Alma ist ein zeitgenössisches österreichisches Volksmusikensemble.

## Geschichte
Das Quintett wurde 2011 in Wien gegründet und setzt sich aus drei Geigen, Kontrabass und Akkordeon zusammen.
Seit Beginn spielt das Ensemble vor allem im deutschsprachigen Raum eine Vielzahl an Konzerten. Mit den Jahren vermehrten sich jedoch auch die Einladungen zu internationalen Festivals, über die Grenzen Zentraleuropas hinaus.
2013 erschien das Debütalbum Nativa auf dem Label col legno, welches noch im selben Jahr auf der Bestenliste des „Preis der deutschen Schallplattenkritik“ zu finden war.
Ihr zweites Album mit dem Titel Transalpin folgte 2015, und das dritte Album Oeo ist 2017 erschienen.

## Auszeichnungen

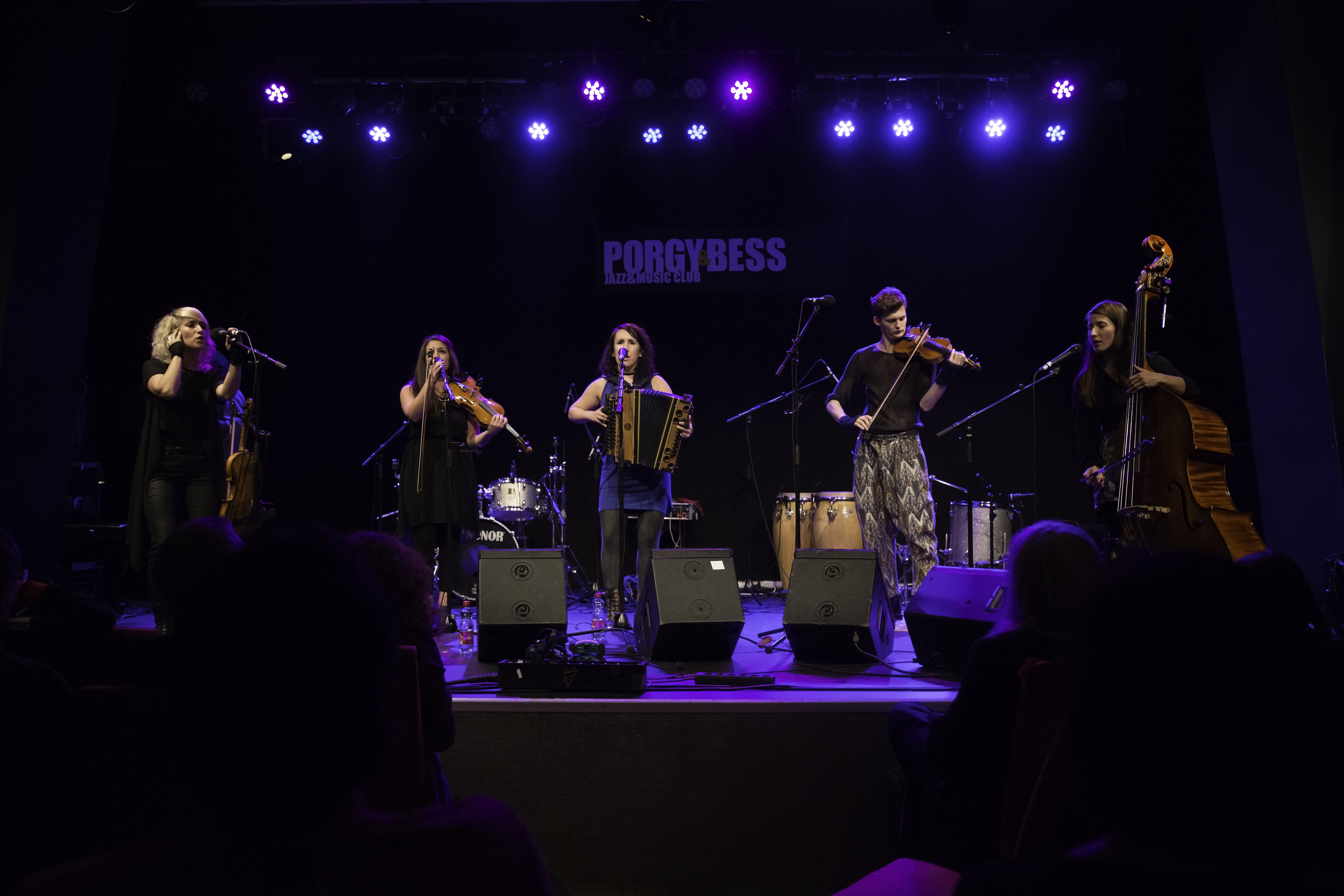
Alma bei den Austrian World Music Awards 2015

- 2013: Bestenliste der deutschen Schallplattenkritik (Bestenliste 2013)
- 2015: 2. Platz Austrian World Music Awards[1]
- 2017: Deutscher Weltmusik-Sonderpreis RUTH[2]
- 2017: Niederösterreichischer Kulturpreis – Anerkennungspreis in der Kategorie Volkskultur und Kulturinitiativen[3]
- 2017: Preis der deutschen Schallplattenkritik (Bestenliste 4/2017) für „Oeo“[4]

## Diskografie
Alben
- 2013: Nativa (col legno)
- 2015: Transalpin (col legno)
- 2017: Oeo (col legno)
- 2019: Cherubim (Trikont)